# Union des femmes de Genève
Die Union des femmes de Genève war einer der ersten Frauen- und Sittlichkeitsvereine der Schweiz, der sich zum Ziel setzte, nicht die Prostitution, sondern deren Ursachen zu bekämpfen. Gegründet wurde der Verein 1891 von 54 Frauen im Casino de Saint-Pierre.
Der Verein setzte sich aktiv für die wirtschaftliche und rechtliche Besserstellung der Genferinnen ein. So richtete er beispielsweise eine Beratungsstelle und einen Rechtsdienst ein, machte Eingaben an die Behörden oder führte eine Umfrage über die Arbeitsbedingungen der Genferinnen durch, um deren Probleme besser erkennen und dadurch ihre Interessen besser vertreten zu können.